# Zeitgeist: Moving Forward
Zeitgeist: Moving Forward (Zeitgeist: Avanzando) es la tercera película-documental de la serie Zeitgeist hecha por Peter Joseph. La película fue estrenada el 15 de enero de 2011 simultáneamente en más de 60 países en 30 idiomas, y en 340 proyecciones siendo uno de los mayores eventos independientes en la historia del cine. La película fue lanzada gratuitamente en Internet el 26 de enero de 2011, recibiendo 300.000 visualizaciones en las primeras 24 horas en YouTube. Hubo 2 millones de reproducciones en las primeras dos semanas de publicarse.

## Contenido
Zeitgeist: Moving Forward tiene cuatro partes o capítulos. Cada parte es una mezcla de entrevistas, narración, secuencias de animación.

### Parte I: Naturaleza Humana
La película comienza con una secuencia de animación narrada por Jacque Fresco (fundador del Proyecto Venus), quien describe su adolescencia y su discontinuidad en la educación pública hasta los 14 años, edad en que empezó a estudiar por su cuenta. Las radicales perspectivas de Fresco provienen de su experiencia en la Gran Depresión y la Segunda Guerra Mundial. Estudió ciencias sociales, ingeniería mecánica y social, arquitectura y numerosos otros campos durante 75 años. La discusión principal planteada en esta primera parte gira en torno al comportamiento humano contra naturaleza humana.

Continua con un pequeño clip de Robert Sapolsky, quien hace un resumen del debate antes mencionado. Se refiere a ello como a una falsa dicotomía. Después afirma:

Es virtualmente imposible comprender cómo funciona la biología fuera del contexto del medio
Robert Sapolsky

Un estudio muestra cómo los bebés son más propensos a morir si no son tocados. Se menciona otro estudio que muestra cómo mujeres estresadas tienen mayor tendencia a concebir hijos con desórdenes de adicción.
Sociólogos criminalistas comparan diferentes partes del mundo y cómo diferentes culturas con distintos valores pueden ser habitantes más pacíficos. Se menciona que una secta denominada Hutterites nunca ha informado de casos de homicidios en sus sociedades. La conclusión de esta primera parte es que el entorno social y cultural condiciona en gran parte el comportamiento humano.

### Parte II: Patología Social
Empieza explorando el paradigma de nuestra economía moderna, primero estudiando a John Locke y Adam Smith. En Two Treatises of Government, John Locke expone los principios fundamentales de la propiedad privada de las tierras, el trabajo y el capital. En La riqueza de las naciones, Adam Smith menciona la mano invisible equilibrando oferta y demanda para equilibrar el comercio El argumento de la mano invisible se interpreta como la mano de Dios. Se cuestiona la necesidad de propiedad privada, dinero y la inherente desigualdad entre agentes del sistema. También critica la necesidad del consumo cíclico para mantener la cuota de mercado a pesar del desperdicio de recursos, la contaminación y otros efectos negativos. La obsolescencia planificada es mostrada como la otra cara del sistema de mercado, donde los bienes son deliberadamente fabricados defectuosos para mantener el volumen de negocios y la cuota de mercado. El paradigma económico es entonces calificado como antieconómico por sus actividades libertinas y despilfarros. El proceso antes descrito de intercambios de bienes, trabajo y capital es mencionado como la economía de mercado.
El sistema monetario es otro componente. El sistema monetario regula el suministro de dinero y tasas de interés compravendiendo tesoros. Se exponen más perspectivas críticas del sistema monetario. En concordancia con el Movimiento Zeitgeist, el análisis final del actual sistema monetario es la hiperinflación. Esto se debe a que el nuevo dinero es creado por créditos e intereses. El suministro de dinero existente sólo es el capital principal. El interés para pagar los préstamos que crea el dinero no existe en el suministro ordinario, lo que nos obliga a pedir prestado para devolver la deuda.
La película predice que, debido a este crecimiento exponencial del suministro de dinero, éste al final dejará de tener valor, y muestra como evidencia el hecho de que el dinero de EE. UU. se devaluase el 96% desde 1914.

### Parte III: Proyecto Tierra
Como Zeitgeist: Addendum, para mejorar la condición humana la película presenta una economía basada en recursos. Sigue mencionando cómo la humanidad podría empezar desde el principio imaginando una copia exacta de la Tierra en algún lugar del espacio y proponiendo que es lo que se debería hacer: se sondean los recursos, localizaciones, cantidades y calidades para satisfacer la demanda humana; se controla el consumo de recursos para regular la demanda y mantener el equilibrio dinámico;
se controlan los impactos ambientales; todo es autosuficiente; se hace énfasis en el reciclaje y en el uso de transporte público; todo es diseñado para no despilfarrar recursos. A través de la aplicación global de la revolucionaria tecnología existente en la manufactura y distribución, el dinero y el trabajo terminarán volviéndose obsoletos. Se establecerá la fundación para la economía basada en recursos. Se describen varias tecnologías que mejorar para la humanidad en una EBR. La estructura de las ciudades consistirá en anillos concéntricos, cada anillo tendrá una función específica para la propia autosuficiencia: agricultura, energía, residencias, hospitales, escuelas, etc. Para la agricultura se menciona la técnica de la hidroponía y aeroponía como posibilidades para crear en abundancia. El tren Maglev provee transporte a la ciudad. Fabricar y construir pueden llegar a automatizarse totalmente como una impresora 3D y una fabricación asistida por ordenador.
Y como métodos de producción de energía: pintura fotovoltaica, turbinas de viento, transductores de presión y plantas geotermales.

### Parte IV: Alzamiento
La actual situación mundial de los asuntos se describe en tono oscuro. El fenómeno del pico del petróleo es visto como una amenaza para el progreso de la civilización, que puede ser extinta. Son grandes ejemplos que la polución, deforestación, sobrepoblación, y conflictos bélicos son creados y perpetuados por el sistema socioeconómico. Se muestran varias estadísticas sobre pobreza que muestran empeoramiento a nivel mundial. Según Naciones Unidas, actualmente 18.000 niños mueren al día de hambre; además, la pobreza global se ha duplicado desde 1970. Sin mencionar directamente, la brecha entre ricos y pobres es mayor que nunca: el 1% de la población posee y consume más del 40% de la riqueza del planeta.
Otras referencias mencionan estadísticas similares: el 2% posee más del 50% de la riqueza.
La película cierra con una escena de ficción de manifestantes en Times Square (Nueva York) enfrentándose a la policía en motines mundiales en medio de una depresión económica global. La gente retira billones de dólares de los bancos mundiales centrales para tirarlos frente a sus puertas. La policía permanece parada. La escena final muestra una perspectiva de la Tierra desde el espacio con estos tres mensajes: "Este es tu mundo", "Este es nuestro mundo", "La revolución es ahora".

## Entrevistados
Dr. Robert Sapolsky, Dr. Gabor Maté, Richard G. Wilkinson, Dr. James Gilligan, Dr. John McMurtry, Michael Ruppert, Max Keiser, Dr. Berok Khoshnevis, Dr. Adrian Bowyer, Jacque Fresco, Roxanne Meadows, Dr. Colin J. Campbell, y Jeremy J. Gilbert.